# Június 23.
Június 23. az év 174. (szökőévben 175.) napja a Gergely-naptár szerint. Az évből még 191 nap van hátra.
Névnapok: Zoltán + Arszlán, Bea, Édua, Szidónia, Szulikó, Szulita, Szultána, Zdenka, Zolna, Zolta, Zoltána

## Események
- 1279 – IV. László király I. törvénye (Buda).[1]
- 1606 – A bécsi béke megkötése II. Rudolf német-római császár (I. Rudolf néven magyar király) és Bocskai István erdélyi fejedelem között (lásd még: tizenöt éves háború, zsitvatoroki béke).
- 1780 – Kollonich László erdélyi püspök Váradon felszenteli az új székesegyházat. Ekkorra készülnek el Schöpf Ádám bécsi festő kupolafreskói is.
- 1894 – Franciaország Megalakul Párizsban a Sorbonne-on a Nemzetközi Olimpiai Bizottság, Magyarország tagságával.
- 1915 – Első világháború: Az első isonzói csata kezdete, az olasz hadsereg támadásával szemben az Osztrák–Magyar Monarchia sikeresen védekezik.
- 1940 – Hitler látogatást tesz a német csapatok által megszállt Párizsban.
- 1941 – Szlovákia csatlakozik a Szovjetunió elleni hadjárathoz.
- 1961 – Életbe lép a nemzetközi Antarktisz-egyezmény, amely kiköti a kontinens semlegességét.
- 1983 – II. János Pál pápa első külföldi látogatása során Varsóban tárgyal Lengyelország államfőjével, Jaruzelski tábornokkal, és Zakopanéban találkozik Lech Wałęsa ellenzéki vezetővel is.
- 2005 – A Tűzraktér Független Kulturális Központ megnyitja kapuit Budapesten.
- 2016 – Népszavazás az Egyesült Királyságban az ország Európai Uniós tagságáról.[2]
- 2022 – Moldova és Ukrajna megkapta a tagjelölti státuszt az Európai Uniótól.[3]

## Sportesemények
Formula–1
- 1963 –  holland nagydíj, Zandvoort - Győztes: Jim Clark (Lotus Climax)
- 1968 –  holland nagydíj, Zandvoort - Győztes: Jackie Stewart (Matra Ford)
- 1974 –  holland nagydíj, Zandvoort - Győztes: Niki Lauda (Ferrari)
- 1985 –  amerikai nagydíj, Detroit - Győztes: Keke Rosberg (Williams Honda Turbo)
- 2002 –  európai nagydíj, Nürburgring - Győztes: Rubens Barrichello (Ferrari)

## Születések
- 1534 – Oda Nobunaga a japán történelem szengoku-korszakának egyik legjelentősebb hadura († 1582)
- 1750 – Déodat Gratet de Dolomieu francia geológus, a dolomit kőzet és az olasz Dolomitok (hegység) névadója († 1801)
- 1753 – Antoine de Rivarol francia író († 1801)
- 1763 – Joséphine de Beauharnais, Bonaparte Napóleon első felesége, 1804–1809 között francia császárné († 1814)
- 1795 – Török Ignác honvéd tábornok, aradi vértanú († 1849)
- 1822 – Máriássy János 48-as honvéd ezredes, a később megalakított magyar királyi honvédség altábornagya († 1905)
- 1840 – Kolosváry Sándor jogász, egyetemi tanár († 1922)
- 1873 – Beck Ö. Fülöp magyar szobrász, éremművész († 1945)
- 1874 – Sági János magyar író, néprajzi író, lapszerkesztő († 1938)
- 1886 – Giller János ügyvéd, földbirtokos, felvidéki magyar politikus, kultúraszervező, szlovákiai tartománygyűlési és magyarországi országgyűlési képviselő († 1956)
- 1888 – Geyer Stefi magyar hegedűművésznő († 1956)
- 1889 – Anna Ahmatova orosz (szovjet) költőnő († 1966)
- 1891 – Vladislav Vančura, a 20. század egyik kiemelkedő cseh írója, filmrendező, forgatókönyvíró († 1942)
- 1894
  - Alfred Kinsey amerikai biológus, az emberi szexualitással foglalkozó kutatásai radikálisan átalakították a nyugati világ szexualitásról való gondolkodását († 1956)
  - VIII. Eduárd brit király, később Windsor hercege († 1972)
  - Gunde László magyar földbirtokos, vetőmagtermelő és -kereskedő, országgyűlési képviselő († 1972)
- 1905 – Iván István ötvös- és éremművész († 1967)
- 1907 – James Meade Közgazdasági Nobel-emlékdíjas brit közgazdász († 1995)
- 1910 – Jean Anouilh francia író, drámaíró († 1987)
- 1912 – Alan Mathison Turing, brit matematikus, a modern számítógép-tudomány egyik atyja († 1954)
- 1916 – Leslie Thorne brit autóversenyző († 1993)
- 1921 – Buda Ernő magyar bányamérnök († 2005)
- 1925 – Oliver Smithies angol születésű amerikai genetikus, Nobel-díjas († 2017)
- 1926 – Királyi Ernő magyar politikus, gazdasági szakember († 2010)
- 1927 – Herbert MacKay-Fraser amerikai autóversenyző († 1957)
- 1927 – Bob Fosse amerikai táncos, koreográfus, filmrendező († 1987)
- 1930 – Sárosi Katalin EMeRTon-díjas magyar táncdalénekesnő († 2000)
- 1934 – Nepp József Kossuth- és Balázs Béla-díjas magyar rajzfilmrendező, forgatókönyvíró, tervező, zeneszerző († 2017)
- 1935 – Sári József magyar zeneszerző
- 1935 – Kárpáti György háromszoros olimpiai bajnok vízilabdázó, a nemzet sportolója († 2020)
- 1937 – Martti Ahtisaari finn Nobel-békedíjas diplomata, politikus, volt köztársasági elnök († 2023)
- 1939 – Simon Róbert magyar történész, orientalista, műfordító
- 1940 – Wilma Rudolph amerikai atlétanő, négyszeres olimpiai bajnok futónő, a „fekete gazella” († 1994)
- 1941 – Bittera Judit magyar színésznő
- 1941 – Josef Minsch svájci síelő († 2008)
- 1942 – Kenéz László magyar szobrász, éremművész, grafikus, festő († 2019)
- 1943 – Vint Cerf Turing-díjas amerikai matematikus és informatikus, akire általában az internet egyik alapító atyjaként hivatkoznak
- 1943 – Madarász Csilla úszó, edző († 2021)
- 1943 – James Levine amerikai karmester, zeneszerző, zongoraművész, a New York-i Metropolitan Opera főzeneigazgatója
- 1943 – Szegedy-Maszák Mihály Széchenyi-díjas magyar irodalomtörténész, egyetemi tanár, a Magyar Tudományos Akadémia rendes tagja († 2016)
- 1947 – Bryan Brown ausztrál színész
- 1951 – Michèle Mouton a ralisport legsikeresebb női versenyzője
- 1952 – Gyurkó János mérnök, politikus († 1996)
- 1953 – Bendzsel Miklós dr., a Magyar Szabadalmi Hivatal elnöke
- 1956 – Kenéz György olimpiai bajnok vízilabdázó
- 1956 – Vass Gábor magyar színész († 2021)
- 1957 – Frances McDormand háromszoros Oscar-díjas amerikai színésznő
- 1964 – Sramó Gábor magyar bábszínész, rendező, színházigazgató, a Bóbita Bábszínház örökös tagja.
- 1972 – Zinédine Zidane francia–algériai válogatott labdarúgó
- 1972 – Selma Blair amerikai színésznő
- 1974 – Joel Edgerton ausztrál színész, filmrendező, forgatókönyvíró, producer
- 1977 – Korodi Attila román környezetvédelmi miniszter
- 1979 – Ladainian Tomlinson amerikai amerikai-futball játékos
- 1980 – Melissa Rauch amerikai színésznő
- 1982 – Joona Puhakka finn műugró
- 1983 – Tatai Péter magyar kézilabdázó
- 1984 – Duffy (sz. Aimé Ann Duffy) Grammy-díjas walesi énekesnő, dalszerző
- 1986 – Märcz Fruzsina Domján Edit-díjas magyar színésznő
- 1989 – Andréka Domonkos magyar kommunikációs és protokoll-szakember
- 1991 – Tasnádi Ádám magyar üzletember

## Halálozások
- 1356 – II. Margit hainaut-i grófnő, IV. Lajos német-római császár felesége (* 1311)
- 1866 – Adam Clark (Clark Ádám) brit skót mérnök, a budapesti Széchenyi lánchíd építésének vezetője és a budai Váralagút tervezője. (* 1811)
- 1906 – Kőrösy József statisztikus, a legnagyobb hatású 19. századi magyar statisztikusok egyike, az MTA tagja (* 1844)
- 1942 – Oláh Gábor magyar költő, író (* 1881)
- 1952 – Berty László olimpiai bajnok magyar vívó (* 1875)
- 1959 – Boris Vian francia író, költő, muzsikus (* 1920)
- 1963 – Póczy Mihály építőmérnök, a műszaki tudományok doktora, a Szeretfalva–Déda-vasútvonal építője (* 1895)
- 1970 – Fekete István magyar író, költő, iparművész (* 1900)
- 1991 – Piero Lulli, olasz színész (* 1923)
- 1995 – Dr. Jonas Edward Salk, a gyermekbénulás (paralízis) elleni vakcina kidolgozója (* 1914)
- 1996 – Andréasz Papandréu görög politikus, miniszterelnök (* 1919)
- 1998 – Marik Miklós magyar csillagász (* 1936)
- 2004 – Banda Ede Kossuth-díjas magyar gordonkaművész, zenepadagógus (* 1917)
- 2005 – Bandi Dezső erdélyi magyar képzőművész, népművelő, művészeti szakíró (* 1919)
- 2006 – Aaron Spelling amerikai producer (* 1923)
- 2011 – Peter Falk amerikai színész (* 1927)
- 2013 – Bajusz Rezső magyar közgazdász, közlekedésügyi szakpolitikus (* 1925)

## Nemzeti ünnepek, emléknapok, világnapok
- Szentivánéj – Szent Iván (Keresztelő Szent János) napjának előestéje, a június 23-ról 24-re virradó éjszaka, évszázadok óta a nyári napforduló ünnepe, még a kereszténység előtti időkből származik. Több országban ma is ünnepnapnak számít, helyenként mozgó ünnep.
- Lettországban hivatalos ünnepnap: Ligo Diena.
- A perui Punóban június 22–23-án tartják a Napimádók fesztiválját (Adoración del Sol): a „boszorkányok” naptáncot járnak, hogy az év leghidegebb hónapjaira összegyűjtsék a nap energiáját.
- Olimpiai világnap – az újkori Olimpiai játékok és a Nemzetközi Olimpiai Bizottság 1894. június 23-i megalapításának tiszteletére; megünneplése Magyarországon a Magyar Olimpiai Bizottság kezdeményezésére 1987 óta[4]
- SOS Gyermekfalvak nemzetközi napja.
- Spam-ellenes világnap
- Az özvegyek világnapja[5]